# 知覚
知覚（ちかく、英語: perception）とは、動物が外界からの刺激を感覚として自覚し、刺激の種類を意味づけすることである。
視覚、聴覚、嗅覚、味覚、体性感覚、平衡感覚など、それぞれの感覚情報をもとに、「熱い」「重い」「固い」などという自覚的な体験として再構成する処理であると言える。

## 哲学における知覚
カントの純粋理性批判の先験的感性論によれば、時間と空間は主観から完全に演繹できる。
なぜならば時間と空間を取り去って物を考える事は不可能であるから、それらは認識の形式として予め備わっているものであり、
つまり経験より先に与えられている。むしろ、時間と空間の形式によって、初めて経験が可能になる。
単なる感覚は時間と空間の形式に整理・統合され、それにより客観が発生する。
以上の理論を受け継いだショーペンハウアーはこれを更に吟味し明確にした。
彼によると主観と客観が生じるのは脳の機能によるもので、例えば2つの眼で見ている画像は二重に見えず統合され、我々に立体として与えられる。
手で物を触った刺激を整理統合して立体を形成するのも脳の働きである。
このことは、指を交差させ間にペンなどを触れさせると2つに感じる錯覚(アリストテレスの錯覚)からも確認できる。
つまり客観として我々に与えられる世界は、既に脳を経由し、時間と空間の形式に統合されたものである。
この過程は概念による抽象的推論は全く含まない。
なぜなら犬や猫といった動物も知覚を持つことは明らかだからである。
むしろ人間を含む動物の知覚は、因果性を無意識に(つまり、抽象的推論ではなしに)適用することで成立する。
例えば我々の網膜に様々な像が現れ、鼓膜も振動するが、このような器官に起きる変化だけでは
「それが外部(客観)によって生まれた刺激である」と認識することは不可能である。というのも、目や耳それ自体は単に刺激を感受するだけで、
その刺激を肉体の外部(つまり空間)に存在するもの(客観)から発生した刺激であるというように「推測する」機能は持っていないからである。
ゆえに、我々に現れる客観は、既に因果性の適用を受けて成立している。
因果性はむしろ、時間や空間と同様、我々に客観を成立せしめる条件として脳に備わっている機能であると考えられる。
というのも、時間や空間と同じく、因果性もそれ自体が物事の説明の形式であり、何かを理解するということも結局は因果関係において理解するということに他ならないからである。

## 心理学における知覚

### 大脳における知覚のメカニズム
- 体性感覚情報はまず刺激対側の中心後回（一次感覚野）に達し、その後両側の頭頂弁蓋部（二次感覚野）に伝えられる。
- 聴覚情報は主に刺激対側の側頭葉上面の一次聴覚野、その後その周囲の二次聴覚野に伝達される。
- 聴覚、体性感覚とも一次から二次皮質に進むに従い、高次な処理が行われるようである。
- 視覚情報は後頭葉の一次視覚野にまず達し、順次前方に向かって情報が伝達され様々な処理がなされていく。
- 視覚、体性感覚、聴覚皮質に囲まれた・あるいは重複する場所に位置する頭頂葉は、それらの情報を統合する（「異種感覚情報の統合」）働きを有している。例えば「机の上にあるコップに手を伸ばして掴む」という一見単純な動作にも、表在感覚や深部覚を含む体性感覚、視覚、さらに運動出力情報を複雑な統合が必要であるが、頭頂葉の障害でこのような動作がスムーズにできなくなる（このような症状は失行と呼ばれる）。

### 知覚における運動の役割
ただし、知覚を実現しているのは感覚情報だけではない。例えば、「重い」という知覚を感じ取るためには皮膚からの強い圧覚、筋紡錘や関節からの深部覚フィードバックとともに、それに拮抗して筋力を収縮させているという運動出力の情報も必要となっている。
このように能動的に運動することも情報として使用することによる物体の認識は「アクティブ・タッチ」とよばれている。

### 知覚から認知へ
知覚をもとにして、さらに「これは犬である」などと解釈する処理などが認知である。

## 知覚過敏
知覚において、通常の刺激反応以上の神経の興奮（過負荷）が見られる状態で、臨床では主に痛覚での症状所見を指し、歯痛覚の象牙質知覚過敏症がよく知られる。